# Zakałcze Wielkie
Zakałcze Wielkie (niem. Großsackau, do 1938 r. Groß Sakautschen) – osada w Polsce położona w województwie warmińsko-mazurskim, w powiecie gołdapskim, w gminie Banie Mazurskie, w sołectwie Miczuły.
W latach 1975–1998 miejscowość administracyjnie należała do województwa suwalskiego.
We wsi okazały dwór neoklasycystyczny z końca XIX w., parterowy z niesymetrycznie nadwieszoną facjatką wspartą na kolumnach. Na leśnym cmentarzu neogotycka kaplica z 1860, służąca jako grobowiec rodziny Steinertów.